# Rosa María Tapia Cedeño
Rosa María Tapia Cedeño (Chitré, 7 de junio de 1972) es una escritora panameña, miembro de la Asociación de Escritores Panameños (ASEP) y del colectivo Letras de Fuego. Colabora con el programa sociocultural Siembra de Lectores.

## Biografía
Nació en la provincia de Herrera y se traslada a la Ciudad de Panamá a sus 11 años. Cursó estudios secundarios en el Colegio La Salle.  Después de terminar sus estudios secundarios se trasladó a los Estados Unidos, donde vivió por 10 años.
Obtiene los títulos de Bacherlo´s Degree in Liberal Studies y Master´s Degree in Latin American Studies, en la California State University de Los Angeles.

## Publicaciones
- Por si volvieras – 2005
- Náufragos que sueñan islas – 2011
- La tribu de los sueños – 2012
- La dama del agua – 2013
- Sie7e – 2014
- Guardacostas – 2015